# 九部玖凛
九部 玖凛（くぶ くりん、2月21日 - ）は、日本の漫画家。男性。

## 作品リスト

### 一般漫画
- 『彼女の水着』竹書房〈バンブーコミックス DOKI SELECT〉、2005年3月26日発売[2]、ISBN 4-8124-6152-9
- 『このてのひら』竹書房〈バンブーコミックス DOKI SELECT〉、2006年3月18日発売[3]、ISBN 4-8124-6444-7
- 『かんなの水魚』竹書房〈バンブーコミックス DOKI SELECT〉全2巻
  1. 2006年12月16日発売[4]、ISBN 4-8124-6540-0
  2. 2007年7月17日発売[5]、ISBN 978-4-8124-6714-5
- 『彼女にフラれる上手な方法』竹書房〈バンブーコミックス DOKI SELECT〉、2008年9月17日発売[6]、ISBN 978-4-8124-6875-3
- 『そして恋をする。』芳文社〈芳文社コミックス〉、2009年4月16日発売[7]、ISBN 978-4-8322-3151-1
- 『コッピア 〜恋愛喫茶室〜』竹書房〈バンブーコミックス COLORFUL SELECT〉、2011年7月16日発売[8]、ISBN 978-4-8124-7625-3
- 『アンサーノート』竹書房〈バンブーコミックス COLORFUL SELECT〉、2012年7月27日発売[9]、ISBN 978-4-8124-7947-6
- 『発情オンライン』竹書房〈バンブーコミックス COLORFUL SELECT〉、2012年10月27日発売[10]、ISBN 978-4-8124-8026-7
- 『身悶えご奉仕♥貞淑彼女のコスプレ事情』竹書房〈バンブーコミックス〉、2014年4月7日発売[11]、ISBN 978-4-8124-8620-7
  - 『彼女にフラれる上手な方法』と『コッピア 〜恋愛喫茶室〜』が合本復刊されたもの。
- 赤い月のサバト（原作：黒岩希美、『モバMAN』2016年 前後編掲載） - 未単行本化。
- 『亜夜子』マイクロマガジン社〈TCコミックス〉全3巻（『テヅコミ』Vol.1〈創刊号〉 - Vol.18〈最終号〉）
  - 『奇子』（原作：手塚治虫）のトリビュート作品

  1. 2019年6月5日発売[12]、ISBN 978-4-89637-898-6
  2. 2019年12月19日発売[13]、ISBN 978-4-89637-963-1
  3. 2020年5月15日発売[14]、ISBN 978-4-86716-018-3
- 『恋獄島 極地恋愛』キルタイムコミュニケーション〈KTC〉既刊6巻（原作：七色春日、キャラクター原案：魁李、『コミックヴァルキリー』連載） - コミカライズ。
  1. 2021年5月27日発売[15]、ISBN 978-4-7992-1502-9
  2. 2021年12月8日発売[16]、ISBN 978-4-7992-1577-7
  3. 2022年8月8日発売[17]、ISBN 978-4-7992-1673-6
  4. 2023年7月7日発売[18]、ISBN 978-4-7992-1790-0
  5. 2024年5月8日発売[19]、ISBN 978-4-7992-1897-6
  6. 2025年3月7日発売[20]、ISBN 978-4-7992-2020-7

### 成年向け漫画
- 『愛慾』松文館〈別冊エースファイブコミックス〉、2006年5月29日発売[21]、ISBN 4-7901-1725-1